# Dom Towarzystwa Przyrodniczego w Gdańsku
Dom Towarzystwa Przyrodniczego, Dom Przyrodników – jedna z najbardziej okazałych kamienic Gdańska, w latach 1846–1936 siedziba Towarzystwa Przyrodniczego, od 1958 r. siedziba Muzeum Archeologicznego w Gdańsku.

## Historia
Kamienica w stylu manierystycznym (zwanym też północnym albo niderlandzkim renesansem) stoi przy ul. Mariackiej pod numerem 26, obok Bramy Mariackiej, z boczną fasadą od strony Długiego Pobrzeża. Zbudowano ją w latach 1597–99 dla kupca Hansa Köpego, prawdopodobnie według projektu Antoniego van Obberghena.

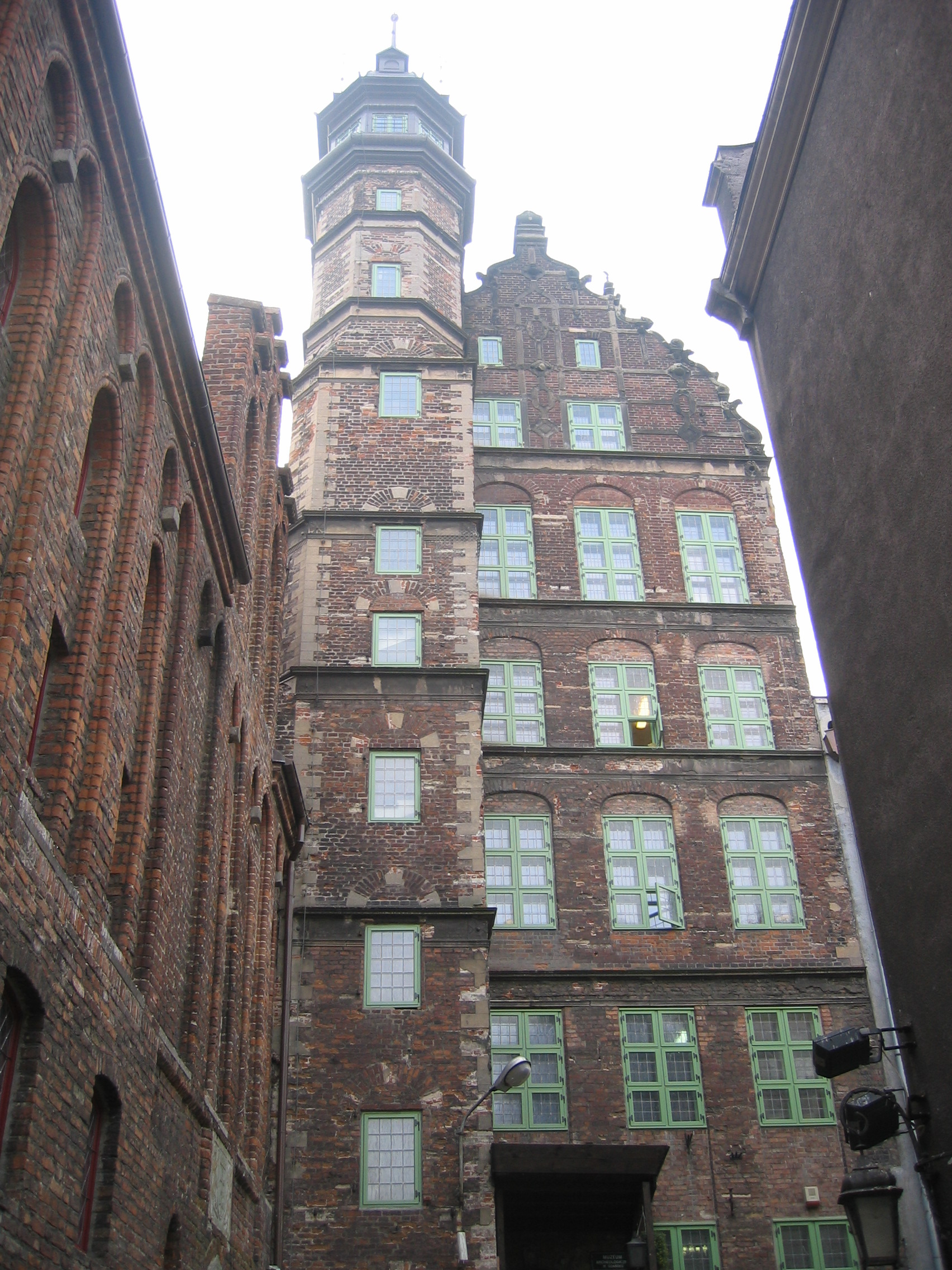
Od strony ul. Mydlarskiej.

Bardzo wysoka (30 m do kalenicy) fasada frontowa otrzymała dość powściągliwą dekorację kamieniarską ze skromnym portalem. Szczyt ozdobiony jest typową manierystyczną ornamentyką przecinających się prostych i okrągłych taśm. Architekt zastosował oryginalne, niespotykane w innych gdańskich kamienicach elementy, by urozmaicić potężną bryłę budowli widoczną od strony Motławy. Boczna elewacja została wzbogacona wielopiętrowym wykuszem, zakończonym podwójnym szczytem. Kryty blachą dach otrzymał formę falującą, powtarzającą linie szczytów frontowej i tylnej fasady. Do frontowej fasady dostawiono 36-metrową (wysokość łącznie z iglicą) wieżę zwieńczoną pięknym hełmem z latarnią.
Historia kamienicy w XVII i XVIII wieku nie jest zbyt dobrze znana. Prawdopodobnie łączyła ona funkcje budynku mieszkalnego i składowego, w którym poszczególne pomieszczenia były wynajmowane zagranicznym kupcom. Według przekazów zebranych w XIX wieku, mieściły się tutaj też mieszkania i pracownie korporacji szewskiej. W 1846 r. kamienicę zakupiło Towarzystwo Przyrodnicze w Gdańsku, które urządziło w jej wnętrzach sale posiedzeń, pracownie naukowe, małe muzeum oraz bibliotekę. W 1866 na wieży umieszczono obserwatorium astronomiczne – zniknął z niej wtedy hełm, zastąpiony obrotową kopułą. W wysokiej piwnicy natomiast mieściła się restauracja "Zum Grünen Gewölbe" (Pod zielonym sklepieniem).
W 1945 r. budynek został bardzo poważnie zniszczony, ale ocalała frontowa fasada wraz z wieżą. Odbudowano go w latach 1956–58 z przeznaczeniem na siedzibę Muzeum Archeologicznego w Gdańsku. Na wieżyczce przywrócono hełm w kształcie sprzed 1866 r.
Współcześnie wieża Domu Przyrodników funkcjonuje jako punkt widokowy udostępniony do zwiedzania. Na szczyt prowadzą w sumie 142 stopnie: 131 schodów betonowych, 10 drewnianych i platforma. Z góry roztacza się panorama Śródmieścia.

## Literatura
- Jacek Friedrich, Gdańskie zabytki architektury do końca XVIII w., Gdańsk 1995, ISBN 83-7017-606-2
- Andrzej Januszajtis i Zbigniew Jujka, Z uśmiechem przez Gdańsk, Gdańsk 2003, ISBN 83-86527-91-9
- Katalog zabytków sztuki, Miasto Gdańsk, część 1: Główne Miasto, Warszawa 2006, ISBN 83-89101-47-5-6